# А. М. Гріллон
А. М. Грілло́н (фр. A. M. Grillon) — французький і американський есперантист, мовний викладач. Мешкав у Філадельфії, де викладав  французьку й іспанську мови в Central Manual Training School (укр. Центральна школа ручного навчання). Після цього він працював у School of Industrial Art (укр. Школа індустріального мистецтва) у відділі сучасних мов (School of Modern Languages).
А. М. Гріллон був, можливо, єдиним есперантистом у  Філадельфії. Есперанто-клуб, котрий він заснував, став найактивнішим в  США. В 1906 став першим віце-президентом American Esperanto Association.